# Rzeczyca (powiat poddębicki)
Rzeczyca – wieś w Polsce, położona w województwie łódzkim, w powiecie poddębickim, w gminie Zadzim.
| SIMC    | Nazwa   | Rodzaj    |
| ------- | ------- | --------- |
| 0720800 | Kiełpin | część wsi |

W skład sołectwa wchodzi także wieś Szczawno Rzeczyckie.
W latach 1975–1998 miejscowość należała administracyjnie do województwa sieradzkiego.